# Daniel Gómez Alcón
Daniel "Dani" Gómez Alcón (Alcorcón, Madrid, 30 de juliol de 1998) és un futbolista espanyol que juga com a davanter al Reial Saragossa.

## Trajectòria
És un jugador format en l'Estudiantes Alcorcón (2003-2009) i a l'AD Alcorcón (2009-2011), fins que el 2011 es va incorporar en categoria infantil al planter del Reial Madrid. Anys més tard, el davanter explotaria en les files del Juvenil A del Reial Madrid, en les quals seria capaç de veure porteria fins a en 32 ocasions, la qual cosa li serviria per ser internacional sub 19 en 4 ocasions, amb 3 gols.
Durant la temporada 2017-18, sent jugador del Reial Madrid Castella CF, disputaria 23 partits i marcaria 4 gols. Malgrat la seva joventut, Dani Gómez va realitzar una pretemporada amb el Reial Madrid CF, a les ordres de Zinedine Zidane.
La temporada 2018-19 obtindria 28 titularitats i 10 gols portarien la seva signatura amb el filial madridista amb el qual arribaria a disputar eliminatòries del play off d'ascens a Segona Divisió.
El juliol de 2019 va ser cedit al CD Tenerife per disputar la temporada 2019-20 en Segona Divisió.
El 31 de juliol de 2020 es va fer oficial el seu traspàs al Llevant UE per a les següents cinc temporades, sent la seva presentació amb l'entitat granota el dimecres 26 d'agost. El 22 d'agost de 2022, després que el club baixés, fou cedit al RCD Espanyol de primera divisió, per un any.